# Comdirect Bank
Die Comdirect Bank Aktiengesellschaft (Eigenschreibweise comdirect bank) war ein börsennotiertes deutsches Kreditinstitut mit Sitz in Quickborn. Sie war mit 2,75 Millionen Privatkunden im Geschäftsjahr 2020 eine der größten Direktbanken in Deutschland.
Im Laufe der Jahre entwickelte sich das Institut immer stärker zur Universalbank.
Zu den Produkten zählten beispielsweise ein Girokonto und ein Wertpapierdepot.
Die Comdirect Bank wurde 1994 als Tochtergesellschaft der Commerzbank gegründet. Nach dem Börsengang im Juni 2000 befand sich ein Minderheitsanteil im Streubesitz. Die Commerzbank erwarb ab Herbst 2019 die Aktien in Streubesitz und verschmolz die Comdirect Bank auf die Commerzbank im November 2020; die Marke Comdirect wird von dieser jedoch weitergeführt.

## Geschichte

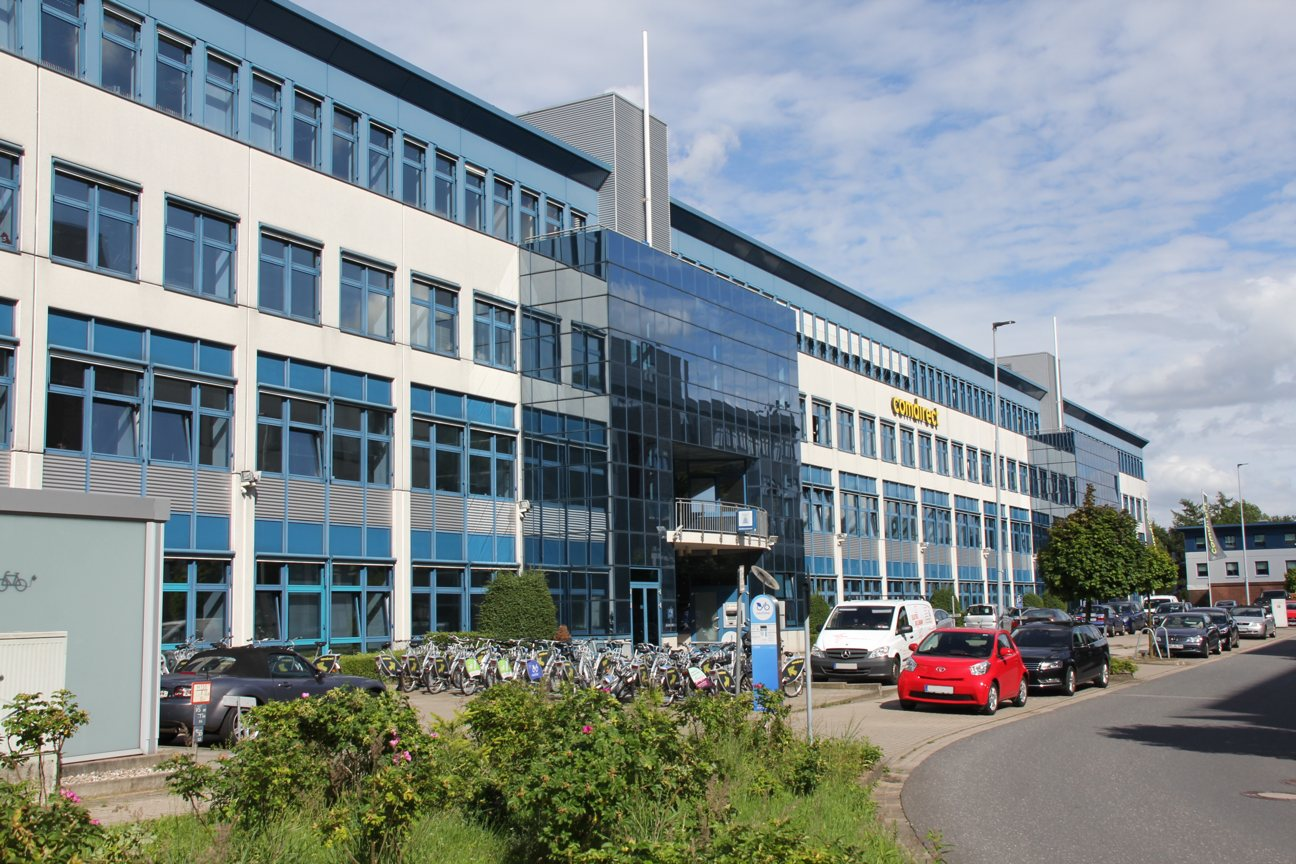
Zentrale der comdirect an der Pascalkehre in Quickborn (2017)

### Gründung der Direktbank

Ehemaliges Logo der Bank (bis 2016)

1994 beschloss die Commerzbank die Gründung einer Direktbank, die heute standardisierte Produkte für den Zahlungsverkehrs-, Einlagen-, Wertpapier- und Kreditbereich anbietet. Die Angebote konnten zunächst per Telefon, Fax oder Brief genutzt werden. Mit diesem Schritt wollte die Commerzbank ihre Geschäfts- und Kundenbasis verbreitern. Das Kreditinstitut wurde als Gesellschaft mit beschränkter Haftung am 5. Dezember 1994 ins Handelsregister eingetragen. Im Januar 1995 nahm die Comdirect Bank ihren Geschäftsbetrieb mit 50 Mitarbeitern und 50 Millionen Deutsche Mark Eigenkapital auf. Ihr erstes Produkt war das sogenannte „Wahnzins-Konto“, ein Tagesgeldkonto für kurzfristige Anlagen und zur Abwicklung von Wertpapiergeschäften. Im Laufe des Jahres 1995 erweiterte die Comdirect Bank ihr Angebot, beispielsweise um Festgeldkonten. Das Kreditinstitut positionierte sich nicht als klassische Direktbank, sondern als Universalbank für Privatkunden mit einer breiten Palette spezialisierter Produkte.

### Entwicklung zur Universalbank
In den ersten Monaten der Geschäftstätigkeit gewann die Comdirect Bank mehrere zehntausend Kunden. Anfang 1996 verwaltete das Kreditinstitut erstmals Einlagen seiner Kunden in Höhe von mehr als einer Milliarde Mark. Im September 1996 startete das Unternehmen ein verzinstes Girokonto, dessen Gebühren erstattet wurden, wenn Kunden ihre Bankgeschäfte über eine Homebanking-Software selbstständig durchführten. 1997 führte die Comdirect Bank ein neues Preismodell für Wertpapierdepots ein: Erstmals wurde das Depotvolumen zur Berechnung der Provisionen des Kreditinstituts herangezogen. Um ihre Marktposition weiter auszubauen, machte die Comdirect Bank den Wertpapierhandel zu einem Schwerpunkt ihrer Kommunikation. Seit Mitte 1998 unterstützt das Kreditinstitut den Handel über Xetra. Außerdem forcierte man die Weitergabe von Börsenkursen in Echtzeit. In Kooperation mit T-Online wurde im großen Stil ein Depot vermarktet, für das sechs Monate keine Grundgebühren anfielen.

### Börsengang im Neuen Markt
Nach Anlaufverlusten in den ersten Jahren erreichte die Comdirect Bank schneller als erwartet die Gewinnschwelle. 1999 war die Website des Kreditinstituts eines der populärsten Angebote im deutschsprachigen World Wide Web. Aufgrund des wirtschaftlichen Erfolgs expandierte die Comdirect Bank ins europäische Ausland. Die Zentrale in Quickborn wurde massiv ausgebaut. Um das weitere Wachstum zu finanzieren, kündigte die Commerzbank an, einen Minderheitsanteil ihrer Tochtergesellschaft an die Börse zu bringen. In Vorbereitung dieses Schrittes wurde die Comdirect Bank im November 1999 zunächst in eine Aktiengesellschaft umgewandelt. 2000 vereinbarten die Commerzbank und die Deutsche Telekom eine umfassende Kooperation ihrer beiden Tochtergesellschaften, der Comdirect Bank und T-Online International. Im Zuge eines Aktientauschs erwarb T-Online 25 Prozent der Comdirect Bank. Zusätzlich koordinierten beide Unternehmen ihre internationale Strategie. Im März des Jahres 1999 gab die Comdirect Bank die Übernahme des französischen Online-Brokers Paresco Bourse bekannt. Außerdem präsentierte das Kreditinstitut einen deutlichen Anstieg seiner Kundenzahl und Erträge.
Analysten sagten ein großes Interesse am Börsengang der Comdirect Bank voraus, weshalb sie bei der Zuteilung von Aktien Kunden des eigenen Hauses und der Commerzbank bevorzugen wollte. Darin erkannte zum Beispiel die Schutzgemeinschaft der Kleinaktionäre eine unangemessene Benachteiligung anderer Aktionäre. Der Börsengang der Comdirect Bank erfolgte schließlich am 5. Juni 2000 im Neuen Markt der Deutschen Börse. Die Aktie war mehrfach überzeichnet und startete mit einem Kurssprung von 22,6 %. In den Medien war von einem „gelungenen Börsendebüt“ gegen den Markttrend die Rede.
Bei einem Ausgabepreis von 31 € lag der Emissionserlös der Commerzbank bei 790 Millionen Euro.

### Expansion und Konsolidierung
Im August 2000 stieg die Comdirect Bank temporär in den Vertrieb von Versicherungen über das Internet ein. Des Weiteren baute das Kreditinstitut ein eigenes Investmentbanking auf und begann, Baufinanzierungen online zu vermitteln. Außerdem setzte die Comdirect Bank ihre internationale Expansion fort: Nach Frankreich und Großbritannien wollte man auch Italien und Spanien erschließen. Dafür war auch die Übernahme anderer Direktbanken im Gespräch. Die Comdirect Bank wurde immer unabhängiger vom Mutterkonzern, der den Kurs seiner Tochtergesellschaft jedoch ausdrücklich unterstützte. Man forcierte den außerbörslichen Handel und erreichte im deutschen Markt durch werbewirksame Aktionen wie beispielsweise die 2001 begonnene Zusammenarbeit mit Web.de eine breite Öffentlichkeit.
Bereits im Verlauf des Jahres 2000 bekam die Comdirect Bank das Platzen der Dotcom-Blase zu spüren: Im November 2000 verlor der Aktienkurs an einem Tag mehr als 10 %, Mitte des Monats fiel er auf ein Rekordtief. Das Wachstum des Unternehmens verlangsamte sich. Nach mehreren erfolgreichen Jahren kündigte die Comdirect Bank 2001 wieder Verluste an. Dafür war vor allem das Auslandsgeschäft verantwortlich. Die Kooperation mit T-Online erwies sich als nicht so wirksam wie erwartet. Nachdem die Comdirect Bank im Verlauf des Jahres 2001 immer tiefer in die roten Zahlen rutschte, legte der Vorstand ein Sparprogramm auf, um insbesondere den Verwaltungsaufwand zu reduzieren. Auch ein Stellenabbau war vorgesehen. Anfang Oktober 2001 musste das Kreditinstitut für einen Teil seiner Mitarbeiter Kurzarbeit anmelden.

### Verkauf der Auslandstöchter und Konzentration auf Deutschland
Im November 2001 gab die Comdirect Bank bekannt, sich auf Deutschland und Großbritannien konzentrieren zu wollen.
Die defizitären Geschäfte in Frankreich und Italien wurden zum Verkauf gestellt.
2002 wurde die französische Tochtergesellschaft verkauft und die italienische Dependance geschlossen.
In Deutschland sparte die Comdirect Bank unter anderem durch die Bündelung ihrer Aktivitäten in Quickborn weitere Kosten, was zur Schließung des Kieler Standorts führte. Nach dem Ende der Kurzarbeit stabilisierte sich die Comdirect Bank bis Ende 2002.
Anders als in Frankreich und Italien hielt die Comdirect Bank zunächst an ihrer Tochtergesellschaft in Großbritannien fest. Sie vereinbarte eine Kooperation mit der Finanzgruppe Lloyds TSB und erbrachte fortan Dienstleistungen im Bereich Brokerage für vermögende britische Privatkunden.
Dazu zählte zum Beispiel die Annahme und Abwicklung von Aufträgen für den Wertpapierhandel über das Internet oder Callcenter.
2004 verkaufte die Comdirect Bank auch ihr britisches Geschäft an Lloyds TSB. Damit trennte sich das Unternehmen von seiner letzten ausländischen Tochter.
Das Kreditinstitut forcierte in Deutschland den Ausbau der Produktpalette und legte größeren Wert auf die Beratung der Kunden. Ein Beispiel dafür war die Gründung einer spezialisierten Tochtergesellschaft für Vorsorge und Vermögensaufbau unter dem Namen Comdirect Private Finance. Parallel zahlte sich der Sparkurs aus. Der Geschäftsverlauf übertraf Erwartungen von Analysten.
2004 zahlte die Comdirect Bank erstmals seit ihrer Gründung eine Dividende.
Im weiteren Verlauf eröffneten die Kunden zwar weniger Wertpapierdepots, jedoch mehr Girokonten. 2005 begann die Comdirect Bank damit, Kreditkarten von American Express auszugeben. Später übernahm Comdirect 45.000 Privatkunden von American Express.
Im Juni 2005 stockte die Commerzbank ihre Beteiligung an der Comdirect Bank bis fast 80 % auf. Dazu erwarb der Konzern die verbleibenden Aktien von T-Online, die das Internetunternehmen seit 2000 gehalten hatte. 2005 und 2006 erwirtschaftete die Comdirect Bank stabile Erträge und erhöhte daraufhin auch ihre Investitionen.
Das Geschäft mit Giro- und Tagesgeldkonten wurde forciert. Größere Aufmerksamkeit erhielt das Kreditinstitut mit Einführung eines Sparplans für börsengehandelte Indexfonds im Jahr 2007. Um den Vertrieb zu unterstützen, wurde mit dem Handelsunternehmen Tchibo zusammengearbeitet.
Somit konnte die Comdirect Bank fortan über ein flächendeckendes Filialnetz und reichweitenstarke E-Commerce-Websites ihre Produkte absetzen.

### Entwicklungen nach der Finanzkrise
Auch während der globalen Finanzkrise ab 2007 blieb das Geschäft stabil, die Comdirect Bank profitierte sogar vom Anstieg der Transaktionen im Wertpapierhandel. Im Geschäft mit Einlagen auf Tages- und Festgeldkonten erwirtschaftete sie ebenfalls signifikante Gewinne. 2008 hatte die Comdirect Bank erstmals eine Million Kunden. 2009 schloss die Comdirect Bank einige kleinere Geschäftsstellen, die sie zwischenzeitlich aufgebaut hatte. Dort waren rund 100 freiberufliche Berater tätig.
Comdirekt führte ein neues Girokonto ein, für das unabhängig vom Geldeingang keine Grundgebühr anfiel.
Als wichtig für das weitere Wachstum des Unternehmens erwies sich ferner die Übernahme der European Bank for Financial Services (abgekürzt Ebase) von der Konzernmutter Commerzbank. Dadurch verdoppelte die Comdirect Bank die Zahl ihrer Wertpapierdepots. Der Zukauf ermöglichte den Ausbau des Geschäfts mit Finanzdienstleistern und Vermögensverwaltern: Diese nutzen die Fondsplattform von Ebase zum Beispiel für ihre Angebote im Bereich der Riester-Rentenversicherung. In den folgenden Jahren wandelte sich Ebase zum reinen Business-to-Business-Dienstleistungsunternehmen.

### Fortschritte bei der Digitalisierung
Die Comdirect Bank baute das Marketing aus, um weitere Kunden für das Kreditinstitut zu gewinnen. Zusätzlich investierte sie in digitale Angebote: 2010 stellte die Comdirect Bank beispielsweise ihre erste Mobile-App vor, die auch den Abruf von Konten anderer Kreditinstitute unterstützt. Später wurde unter anderem eine Funktion hinzugefügt, mit der Anwender Überweisungsträger in Papierform fotografieren und in der App freigeben konnten. 2015 rief das Kreditinstitut einen Ideenwettbewerb für Gründer aus der Finanzbranche ins Leben. Auf diesem Weg wollte die Comdirect Bank neue Geschäftsmodelle frühzeitig entdecken und fördern. Daraus entwickelte sich später eine Plattform zur Unterstützung von Start-up-Unternehmen, welche die Comdirect Bank vor allem in der Gründungs- und Aufbauphase mit Know-how unterstützt. Seit 2011 zeichnet die Comdirect Bank mit dem „finanzblog award“ Blogger aus, die unabhängig, kompetent und verständlich zu Finanzthemen informieren.

### Onvista-Kauf und Cominvest-Start und Konzentration auf Privatkunden
2016 kündigte die Comdirect Bank die Übernahme von Onvista an.
Neben der Onvista Bank kam dadurch auch das Unternehmen Onvista Media, das unter anderem das Finanzportal onvista.de betreibt, unter das Dach des Kreditinstituts.
Mit der Akquisition wollte die Comdirect Bank den Wertpapierhandel stärken und gleichzeitig das Geschäft mit Wirtschaftsinformationen ausbauen. Schon vor der Übernahme betrieb die Comdirect Bank mit dem sogenannten „Informer“ ein reichweitenstarkes Finanzportal. Die Comdirect Bank verschmolz die Onvista Bank auf die Muttergesellschaft, plante aber den Namen beizubehalten.
Die Tochter Onvista Media wurde als eigenständige Tochtergesellschaft fortgeführt.
2017 startete die Comdirect Bank unter der Marke Cominvest einen Robo-Advisor, der insbesondere Privatanleger bei Investitionen in Wertpapiere unterstützen soll. Es handelte sich um das erste Angebot dieser Art von Seiten eines etablierten Instituts. Cominvest etablierte sich erfolgreich und erreichte wenige Monate nach dem Start bereits den zweiten Platz in Deutschland nach verwaltetem Vermögen.
Mitte 2018 verkaufte Comdirect Bank die European Bank for Financial Services (Ebase). Grund war die stärkere Fokussierung auf das Kerngeschäft mit Privatkunden, das sich als ertragreichster Bereich des Unternehmens erwiesen hatte.
Die Comdirect Bank baute ihre Position auf dem Markt deutlich aus: Von Herbst 2016 bis Ende 2018 gewann sie mehr als eine halbe Million neue Privatkunden.
Das Institut war sowohl beim Start von Google Pay als auch Apple Pay dabei und entwickelte sich so zum Vorreiter im Mobile Payment.
Daneben unterstützt die Comdirect Bank Sprachassistenten von Amazon und Google. Inzwischen wird seit Juni 2022 der Mobile Payment Dienst Garmin Pay unterstützt. Auch das Bezahlen mit anderen Wearables wie dem PAGOPACE ist möglich.

### Fusion mit Commerzbank
Ende September 2019 wurden Pläne der Commerzbank bekannt, die Comdirect Bank zu integrieren.
Mit einem freiwilligen Übernahmeangebot zu 11,44 Euro je Aktie strebte die Commerzbank eine Erhöhung ihres Anteils von 82 auf über 90 Prozent der Aktien an.
Die Commerzbank erreichte nach Ablauf des Angebots mit 82,6 Prozent das Ziel für einen möglichen Squeeze-out zunächst nicht.
Im Januar 2020 erwarb sie ein Aktienpaket in Höhe von 8 Prozent vom Fonds Petrus Advisers um Klaus Umek zu je 15,15 Euro je Aktie und hielt mit weiteren Aktienkäufe nun über 90 Prozent der Aktien an Comdirect. Die Comdirect Bank wurde am 2. November 2020 mit der Commerzbank verschmolzen, die diese als Marke „comdirect“ fortführt. Die verbleibenden Aktionäre wurden in der Folge mit 12,75 Euro je Aktie plus Zinsen abgefunden.
Beim Landgericht Itzehoe wurde im Februar 2021 ein Spruchstellenverfahren zur gerichtlichen Überprüfung des Abfindungsbetrags eröffnet und war dort unter dem Aktenzeichen 8 HKO 15/20 anhängig, wurde jedoch zurückgewiesen. Das Oberlandesgericht Schleswig-Holstein hat mit Urteil vom 8. Juni 2022 (Aktenzeichen 9 U 128/21) die Berufung des Klägers gegen das Zurückweisungsurteil in dem Spruchverfahren zurückgewiesen.

## Organisation
Die Comdirect Bank war eine Aktiengesellschaft nach deutschem Recht.
Die Comdirect Bank Aktiengesellschaft war die wichtigste inländische Tochtergesellschaft der Commerzbank.
Die Geschäftsführung der Comdirect Bank Aktiengesellschaft oblag dem Vorstand, der laut Satzung aus mindestens zwei Personen bestehen musste.
Die Bankleitzahlen (weitergeführt in der Commerzbank) lauteten 20041111, 20041133, 20041144, 20041155, 20041166, 20041177, 20041188, 20041199.

## Produkte (Auswahl)
Ein Kernprodukt der Comdirect Bank war ein kostenloses Girokonto ohne Mindestgeldeingang. Seit Januar 2020 wurden keine Tages- und Festgeldkonten mehr angeboten, nachdem diese Produkte seit November 2019 nur noch Kunden mit Girokonto zur Verfügung standen.
Das Depot bildete die Basis für die Geldanlage in Wertpapieren.
Neben dem Dispositionskredit bot die Comdirect Bank Aktiengesellschaft auch Ratenkredite von 5.000 bis 50.000 Euro an. Außerdem führte sie schon in den ersten Jahren des Geschäftsbetriebs ein Angebot für Wertpapierkredite ein. Im Bereich der Baufinanzierung trat die Comdirect Bank Aktiengesellschaft nicht selbst als Kreditgeber auf, sondern vermittelt passende Produkte anderer Kreditinstitute.
Das kostenlose Girokonto wurde Anfang 2021 an diverse Bedingungen geknüpft. Künftig sollte das Konto die ersten sechs Monate nach der Eröffnung und danach nur noch dann kostenlos sein, wenn mindestens eine von den drei folgenden Bedingungen in den drei Monaten zuvor erfüllt ist:
- 700,00 € monatlicher Mindestgeldeingang von einem Konto, das nicht zur Comdirect oder Commerzbank gehört
- drei monatliche Zahlungen via Apple Pay oder Google Pay
- mindestens eine Wertpapiertransaktion pro Monat

Andernfalls fällt eine Kontoführungsgebühr in Höhe von 4,90 € pro Monat an. Inzwischen ist das Konto auch zusätzlich bis zu einem Alter von einschließlich 27 Jahren kostenlos. Nach der Verschmelzung mit der Commerzbank wurden diese Bedingungen beibehalten.

## Soziales Engagement

### Stiftung Rechnen
2009 gründete die Comdirect Bank mit der Börse Stuttgart die Stiftung Rechnen. Es handelt sich um eine rechtsfähige Stiftung des bürgerlichen Rechts mit Satzungssitz in Hamburg und Verwaltungssitz in Quickborn. Ihr Ziel ist es, Kenntnisse in Mathematik und die Freude am Rechnen zu vermitteln. In Kooperation mit dem Online-Lernsystem Bettermarks und dem Meinungsforschungsinstitut Forsa führte die Stiftung eine flächendeckende Studie unter Schülern durch, die als Grundlage für Maßnahmen zur Verbesserung ihrer Kompetenz diente. Schirmherrin der Stiftung war zunächst Annette Schavan, im Juni 2013 trat Johanna Wanka an ihre Stelle.

### Aktion pro Aktie
Die Comdirect Bank unterstützt die „Aktion pro Aktie“, die sich für eine bessere Aktienkultur in Deutschland einsetzt. Sie wurde 2015 ins Leben gerufen möchte nach eigenen Angaben einen vorurteilsfreien und aufgeklärten Umgang mit dem Thema Aktie fördern. Die Initiative veranstaltet jährlich den „Tag der Aktie“, an dem Kunden der beteiligten Banken kostenlos handeln können.

### Volleyball-Verband
2017 gab der Deutsche Volleyball-Verband (DVV) eine sogenannte „Innovationspartnerschaft“ mit der Comdirect Bank bekannt. Mit der Saison 2018 wurde das Institut Hauptsponsor der deutschen Nationalmannschaft. Die Partner führten gemeinsam technologische Neuerungen wie beispielsweise das Hawk-Eye, den Videobeweis und Live-Statistiken ein.

### Finanz-Heldinnen
Mitarbeiterinnen der Comdirect Bank riefen 2018 die Initiative „finanz-heldinnen“ ins Leben. Ziel ist es, Frauen auf ihrem Weg in die finanzielle Unabhängigkeit zu begleiten. Das Angebot umfasst mit einem Online-Magazin, eine Lern-App, einen Podcast sowie After-Work-Treffen in deutschen Metropolen.

## Kritik

### Wertpapiergeschäfte
2000 urteilte das Schleswig-Holsteinische Oberlandesgericht in einem Fall zu Ungunsten der Comdirect Bank. Die Verkaufsorder, die ein Kunde am Freitag getätigt hatte, war erst am darauffolgenden Montag ausgeführt worden. Obwohl dadurch kein finanzieller Schaden entstanden war, machte der Kläger den Verlust seiner Dispositionsbefugnis geltend, die unabhängig von der Kursentwicklung sei. Das Gericht folgte dieser Argumentation und mahnte die korrekte Ausführung tagesgültiger Ordern an.
2001 musste die Comdirect Bank einem Kunden Schadenersatz zahlen. Dieser wollte kurzfristige Gewinne durch den Verkauf von Aktien realisieren, konnte das Kreditinstitut aber nicht über das Internet, sondern nur telefonisch erreichen. Durch die Verzögerung der Order entstand dem Kunden ein Nachteil. Das Landgericht Itzehoe urteilte in zweiter Instanz, die Comdirect müsse Zugangswege via Internet aufrechterhalten und so gestalten, dass eingehende Aufträge auch ausgeführt werden können.

### Bonitätsprüfungen
2005 kritisierte die Verbraucherzentrale in Nordrhein-Westfalen die Comdirect Bank, weil sie Interessenten einer Bonitätsprüfung unterzog, die zur Ablehnung eines Girokontos führen konnte. Die Verbraucherschützer spekulierten, dem Unternehmen gehe es vor allem darum, Anschlussgeschäfte abzuschließen. Sofern die Belastungen eines Kunden zu hoch seien, sei er „für die Bank uninteressant“. Außerdem widerspreche dieses Vorgehen der Empfehlung des Branchenverbands Zentraler Kreditausschuss.

### Zahlungsverkehr
2012 wies die Comdirect Bank auf dem Girokonto eines Kunden versehentlich eine Gutschrift in Höhe von 200 Millionen Euro aus. Das Kreditinstitut rechtfertigte den Fehler mit einem technischen Problem beim Verkauf eines Fondsdepots, der so nicht absehbar gewesen sei. Die Gutschrift wurde zwar nach wenigen Stunden rückgängig gemacht, hatte jedoch trotzdem ein juristisches Nachspiel. Da der betroffene Kunde zwischenzeitlich knapp zehn Millionen Euro auf ein Konto bei einer anderen Bank überwiesen hatte, entstand nach der Rückbuchung ein negativer Saldo, für den Zinsen berechnet wurden. Das Landgericht Itzehoe entschied 2012, die Comdirect Bank müsse diese dem Kunden erstatten.
2016 ereignete sich bei einem Software-Update eine schwere Panne bei der Comdirect Bank: Einige Kunden konnten nach der Anmeldung auf der Website des Kreditinstituts für kurze Zeit die Kontostände anderer Kunden sehen. Nach Medienberichten war der Zugriff auf Kontoauszüge möglich, jedoch konnte man beispielsweise keine Überweisungen an Dritte tätigen. Der Fehler war durch ein Software-Update über Nacht entstanden und intern gegen 09:00 Uhr aufgefallen. Nachdem die Comdirect Bank ihre Website komplett neu starten musste, war das Problem gegen 11:20 Uhr gelöst. Der Branchenticker heise online kritisierte, das Kreditinstitut habe auf einen entsprechenden Hinweis „anderthalb Stunden lang nicht reagiert“. Journalisten der Süddeutschen Zeitung urteilten, das Bankgeheimnis sei stundenlang „praktisch aufgehoben“ gewesen.
Ein materieller Schaden entstand nicht. Vertreter der Comdirect Bank bedauerten öffentlich den Fehler, der letztendlich 6.500 der rund zwei Millionen Privatkunden betraf. Das Kreditinstitut bat betroffene Nutzer per Nachricht um Entschuldigung und informierte jeweils über den Umfang fremder Zugriffe. Man bot ihnen den Wechsel ihres Kontos an, wovon weniger als ein Dutzend Gebrauch machte. Ferner wurden die Bankenaufsicht und die Datenschutzbehörden in Kenntnis gesetzt.